# Saison BAA 1946-1947
Navigation
Saison 1947-1948
La saison BAA 1946-1947 est la première saison de la Basketball Association of America, l'ancêtre de la NBA. La ligue regroupe 11 franchises jouant chacune 60 matchs en saison régulière. La saison se termine sur la victoire des Warriors de Philadelphie, devenant les premiers champions BAA, face aux Stags de Chicago 4 victoires à 1.

## Une nouvelle ligue
La BAA voit le jour à la suite d'un accord pris le 6 juin 1946 entre certains membres de la Arena Association of America, une association regroupant les principaux propriétaires des salles omnisports américaines, situées pour la plupart dans le Nord-Est et dans le Midwest. Il s'agit généralement de personnages impliqués dans le hockey sur glace, le cirque et le rodéo, et peu au fait du basket-ball. Mais en voyant le succès du basket-ball universitaire dans des villes comme New York, Philadelphie et Buffalo, ils sentirent qu'une ligue professionnelle, qui permettrait aux joueurs NCAA de continuer à jouer après l'obtention de leur diplôme, pourrait obtenir un relatif succès. À la tête de cette nouvelle ligue est placé le président de la Ligue américaine de hockey, Maurice Podoloff, qui cumule dès lors les deux fonctions.
Onze franchises sont mises sur pied et les règles du basket-ball universitaire sont reprises pour la BAA, à l'exception de la durée du match, qui est fixée à 48 minutes, divisées en quarts-temps de 12 minutes (au lieu des 40 minutes que dure un match universitaire). Le recrutement des équipes a tendance à être géographique. Ainsi cinq joueurs de la URI sont-ils engagés par les Steamrollers de Providence et les Knicks de New York sont-ils pour une bonne partie composés de joueurs issus d'universités proches de Big Apple : NYU, Fordham, LIU, CCNY, Cornell, Princeton ou Seton Hall. Ils affrontent d'ailleurs certaines de ces équipes en matchs amicaux pour se préparer à la saison qui débute le 1er novembre 1946 au Maple Leaf Gardens des Huskies de Toronto, seule équipe ne tablant pas sur des joueurs de la région : ils sont tous américains, à l'exception de Hank Biasatti, un Canadien.

## Faits notables
- Le 1er novembre 1946 est joué le premier match de la nouvelle ligue. Au Maple Leaf Gardens, les New York Knickerbockers battent les Huskies de Toronto 68-66 ; ceci devant 7 090 spectateurs, ce qui est, au vu de la popularité du basket-ball au Canada durant l'après-guerre, une grosse assistance. Tous les spectateurs plus grands que le pivot des Huskies, George Nostrand, qui mesure  2,03 m, ont l'entrée gratuite. Les autres paient entre 75 centimes et 2,50 dollars.
- Les Washington Capitols réalisent durant la saison deux séries de victoires notables. Ils remportent entre le 16 novembre 1946 et le 30 décembre 1946 17 matchs d'affilée, et entre le 15 février 1947 et le 19 mars 1947 15 matchs d'affilée.

## Classement final
| Champion de division | Qualifié pour les playoffs | Éliminé des playoffs |

Les champions de division sont automatiquement qualifiés pour les playoffs, ainsi que les deux autres meilleures franchises de chaque division.
| Division Est               | V  | D  | PCT    | GB |
| -------------------------- | -- | -- | ------ | -- |
| Capitols de Washington     | 49 | 11 | 81,7 % | -  |
| Warriors de Philadelphie   | 35 | 25 | 58,3 % | 14 |
| Knicks de New York         | 33 | 27 | 55,0 % | 16 |
| Steamrollers de Providence | 28 | 32 | 46,7 % | 21 |
| Huskies de Toronto         | 22 | 38 | 36,7 % | 27 |
| Celtics de Boston          | 22 | 38 | 36,7 % | 27 |

| Division Ouest        | V  | D  | PCT    | GB   |
| --------------------- | -- | -- | ------ | ---- |
| Stags de Chicago      | 39 | 22 | 63,9 % | -    |
| St. Louis Bombers     | 38 | 23 | 62,3 % | 01.0 |
| Rebels de Cleveland   | 30 | 30 | 50,0 % | 09.0 |
| Falcons de Detroit    | 20 | 40 | 33,3 % | 19.0 |
| Ironmen de Pittsburgh | 15 | 45 | 25,0 % | 24.0 |

## Leaders statistiques de la saison régulière
| Catégorie                      | Joueur          | Franchise                  | Stat  |
| ------------------------------ | --------------- | -------------------------- | ----- |
| Points par match               | Joe Fulks       | Warriors de Philadelphie   | 23,2  |
| Passes décisives par match     | Ernie Calverley | Steamrollers de Providence | 3,4   |
| Pourcentage à 2 points         | Bob Feerick     | Washington Capitols        | 40,1% |
| Pourcentage aux lancers francs | Fred Scolari    | Washington Capitols        | 81,1% |

## Résultats des playoffs

### Tableau
|  | Quarts de finale | Quarts de finale         | Quarts de finale |                        |    | Demi-finales             | Demi-finales | Demi-finales |  |  | Finale BAA | Finale BAA               | Finale BAA |
|  |                  |                          |                  |                        |    |                          |              |              |  |  |            |                          |            |
|  | E2               | Warriors de Philadelphie | 2                |                        |    |                          |              |              |  |  |            |                          |            |
|  | O2               | Bombers de Saint-Louis   | 1                |                        |    |                          |              |              |  |  |            |                          |            |
|  | O2               | Bombers de Saint-Louis   | 1                |                        | E2 | Warriors de Philadelphie | 2            |              |  |  |            |                          |            |
|  |                  |                          |                  |                        | E2 | Warriors de Philadelphie | 2            |              |  |  |            |                          |            |
|  |                  |                          | E3               | Knicks de New York     | 0  |                          |              |              |  |  |            |                          |            |
|  | E3               | Knicks de New York       | E3               | Knicks de New York     | 0  | 2                        |              |              |  |  |            |                          |            |
|  | E3               | Knicks de New York       |                  |                        |    | 2                        |              |              |  |  |            |                          |            |
|  | O3               | Rebels de Cleveland      | 1                |                        |    |                          |              |              |  |  |            |                          |            |
|  |                  |                          |                  |                        |    |                          |              |              |  |  | E2         | Warriors de Philadelphie | 4          |
|  |                  |                          | O1               | Stags de Chicago       | 1  |                          |              |              |  |  |            |                          |            |
|  |                  |                          |                  |                        |    |                          |              |              |  |  |            |                          |            |
|  |                  |                          |                  |                        |    |                          |              |              |  |  |            |                          |            |
|  |                  | O1                       | Stags de Chicago | 4                      |    |                          |              |              |  |  |            |                          |            |
|  |                  |                          |                  | 4                      |    |                          |              |              |  |  |            |                          |            |
|  |                  |                          | E1               | Capitols de Washington | 2  |                          |              |              |  |  |            |                          |            |
|  |                  |                          | E1               | Capitols de Washington | 2  |                          |              |              |  |  |            |                          |            |
|  |                  |                          |                  |                        |    |                          |              |              |  |  |            |                          |            |

### Quarts de finale
- Warriors de Philadelphie - St. Louis Bombers 2-1
- New York Knickerbockers - Cleveland Rebels 2-1

### Demi-finales
- Stags de Chicago - Washington Capitols 4-2
- Warriors de Philadelphie - New York Knickerbockers 2-0

### Finales BAA
- Warriors de Philadelphie - Stags de Chicago 4-1

## Récompenses individuelles
- All-BAA First Team :
  - Max Zaslofsky, Stags de Chicago
  - Bones McKinney, Washington Capitols
  - Joe Fulks, Warriors de Philadelphie
  - Stan Miasek, Detroit Falcons
  - Bob Feerick, Washington Capitols
- All-BAA Second Team :
  - John Logan, St. Louis Bombers
  - Ernie Calverley, Steamrollers de Providence
  - Chick Halbert, Stags de Chicago
  - Frank Baumholtz, Cleveland Rebels
  - Fred Scolari, Washington Capitols